# Робер, Сильви
Сильви Робер (фр. Sylvie Robert) — французский политик, сенатор, член Социалистической партии Франции.

## Биография
Родилась 28 августа 1963 года в городе Нант (департамент Атлантическая Луара). Бывший директор по связям с общественностью Национального театра Бретани, Сильви Робер вступила в Социалистическую партию в 1985 году в возрасте 22 лет.
В марте 1989 года Сильви Робер была избрана в муниципальный совет города Ренн, а затем переизбрана в 1995, 2001, 2008 и 2014 годах. С 1995 года она занимает пост вице-мэра Ренна сначала по вопросам образования, с 2001 года — по вопросам культуры.  Кроме того, с 2008 года она является лидером фракции социалистов в городском совете.
В марте 2004 года Сильви Робер по списку левых была избрана в Региональный совет Бретани. В 2010 году была переизбрана и стала первым вице-президентом Регионального совета. В октябре 2014 года она вышла из Регионального совета из-за невозможности совмещения мандатов.
С сентября 2009 по сентябрь 2012 года была национальным секретарем Социалистической партии по вопросам культуры. 
На выборах сенаторов от департамента Иль и Вилен в сентябре 2014 года она получила второй номер в левом списке, который занял второе место и получил два сенаторских мандата, один из которых достался ей. В Сенате является членом Комиссии по культуре, образованию и коммуникациям.  
1 ноября 2015 года она представила  министру культуры Флёр Пельрен свой доклад об адаптации и расширении расписания работы публичных библиотек.
Из-за ужесточения требований нового закона о невозможности совмещения мандатов в сентябре 2017 года ушла в отставку с пост вице-мэра Ренна, оставшись членом городского совета.

## Занимаемые выборные должности
с 03.1989 — член муниципального совета города Ренн 

03.1995 — 09.2017 — вице-мэр города Ренн 

03.2004 — 01.10.2014 — член Регионального совета Бретани 

26.03.2010 — 01.10.2014 — первый вице-президент Регионального совета Бретани 

с 01.10.2014 — сенатор от департамента Иль и Вилен 